# روزنامه‌نگاری صلح
روزنامه‌نگاری صلح (انگلیسی: Peace journalism) از تحقیقی که نشان می‌دهد معمولاً اخبار درگیری ارزشی متمایل به خشونت دارند، به وجود آمده‌است. این روش از تحلیل درگیری‌ها و به روزرسانی مفهوم برای ایجاد تعال، عدالت و درستی در گزارش استفاده می‌کند. همچنین شامل متدهای فعالیتی برای تصحیح این گرایش است با تولید روزنامه‌نگاری در رسانه‌های اصلی و جایگزین و کار با روزنامه‌نگاران، متخصصان رسانه، مخاطبان و سازمان‌ها.
این مفهوم توسط یوهان گالتونگ مطرح شد. برخی عبارات دیگر هم برای تعریف این روش هستند مثل روزنامه‌نگاری حل درگیری، روزنامه‌نگاری حساس به درگیری، پوشش مفید درگیری و روزنامه‌نگاری بین‌المللی.
روزنامه‌نگاری جنگ یک روش روزنامه‌نگاری است دربارهٔ درگیری که منجر به خشونت و گروه‌های خشن می‌شود؛ و معمولاً مخاطبان را به این سمت سوق می‌دهد که به واکنش‌های خشن ارزش بیشتری دهند تا درگیر شوند و راه‌های بدون خشونت را در نظر نگیرند. اینطور گمان می‌شود که این روش نتیجهٔ انجمن‌های گزارش اخبار است. این انجمن‌ها فقط بر اثرات فیزیکی درگیری تأکید دارند و مثلاً اثرات روان‌شناسی را نادیده می‌گیرند و موقعیت‌ها را گلچین می‌کنند که ممکن است اهداف و گروه‌های آن‌ها را نشان دهد یا ندهد. همچنین این روش تمایل به گزارش اختلافات بین گروه‌ها دارد تا شباهت‌ها، توافق‌های قبلی و فرایند موضوعات کنونی و همچنین دلایل و نتایج را نادیده می‌گیرند و اینطور نشان می‌دهند که نیازهای یک طرف تنها با شکست طرف مقابل تأمین می‌شود.
روزنامه‌نگاری صلح می‌خواهد این تمایلات را اصلاح کند. تعریف آن این است که: ایجاد فرصت‌ها برای جامعهٔ بزرگ برای واکنش‌های غیرخشن در درگیری‌ها؛ که این کار نیازمند تعریف سیاست‌های بدون خشونت و قرار دادن آن‌ها در اختیار همگان است.